# Espiral sinusoidal

Espirales sinusoidales: hipérbola equilátera (n = -2), recta (n = -1), parábola (n = -1/2), cardioide (n =1/2), circunferencia (n = 1) y lemniscata de Bernoulli (n = 2), donde r^{n} = -1^{n} cos nθ en coordenadas polares y sus equivalentes en coordenadas rectangulares.

En geometría, las espirales sinusoidales son una familia de curvas definidas por la ecuación en coordenadas polares
{\displaystyle r^{n}=a^{n}\cos(n\theta )\,}
donde a es una constante distinta de cero y n es un número racional distinto de cero. Con una rotación sobre el origen, la ecuación también se puede escribir como
{\displaystyle r^{n}=a^{n}\sin(n\theta ).\,}
El término "espiral" es un nombre inapropiado, porque en realidad no son espirales, y a menudo tienen forma lobulada. Muchas curvas bien conocidas son espirales sinusoidales, entre las que se incluyen:
- Hipérbola equilátera (n = −2)
- Recta (n = −1)
- Parábola (n = −1/2)
- Cúbica de Tschirnhausen (n = −1/3)
- Sexteto de Cayley (n = 1/3)
- Cardioide (n = 1/2)
- Circunferencia (n = 1)
- Lemniscata de Bernoulli (n = 2)

Las curvas fueron estudiadas por primera vez por Colin Maclaurin.

## Ecuaciones
Diferenciando
{\displaystyle r^{n}=a^{n}\cos(n\theta )\,}
y eliminando a, resulta una ecuación diferencial para r y θ:
{\displaystyle {\frac {dr}{d\theta }}\cos n\theta +r\sin n\theta =0}.
Entonces
{\displaystyle \left({\frac {dr}{ds}},\ r{\frac {d\theta }{ds}}\right)\cos n\theta {\frac {ds}{d\theta }}=\left(-r\sin n\theta ,\ r\cos n\theta \right)=r\left(-\sin n\theta ,\ \cos n\theta \right)}
lo que implica que el ángulo tangencial polar es
{\displaystyle \psi =n\theta \pm \pi /2}
y entonces el ángulo tangencial es
{\displaystyle \varphi =(n+1)\theta \pm \pi /2}.
(El signo aquí es positivo si r y cos nθ tienen el mismo signo, y negativo de lo contrario).
El vector tangente unidad,
{\displaystyle \left({\frac {dr}{ds}},\ r{\frac {d\theta }{ds}}\right)},
tiene longitud uno, por lo que la comparación de la magnitud de los vectores en cada lado de la ecuación anterior da
{\displaystyle {\frac {ds}{d\theta }}=r\cos ^{-1}n\theta =a\cos ^{-1+{\tfrac {1}{n}}}n\theta }.
En particular, la longitud de un solo bucle cuando {\displaystyle n>0} es:
{\displaystyle a\int _{-{\tfrac {\pi }{2n}}}^{\tfrac {\pi }{2n}}\cos ^{-1+{\tfrac {1}{n}}}n\theta \ d\theta }
La curvatura viene dada por
{\displaystyle {\frac {d\varphi }{ds}}=(n+1){\frac {d\theta }{ds}}={\frac {n+1}{a}}\cos ^{1-{\tfrac {1}{n}}}n\theta }.

## Propiedades
La curva inversa de una espiral sinusoidal con respecto a un círculo con centro en el origen es otra espiral sinusoidal cuyo valor de n es el negativo del valor de la curva original de parámetro n. Por ejemplo, el inverso de la lemniscata de Bernoulli es una hipérbola.
La isóptica, la podaria y la podal negativa de una espiral sinusoidal son diferentes espirales sinusoidales.
Un camino de una partícula que se mueve de acuerdo con un fuerza central proporcional a una potencia de r es una espiral sinusoidal.
Cuando  n  es un número entero, y n puntos se distribuyen regularmente en un círculo de radio a, entonces el conjunto de puntos de modo que la media geométrica de las distancias desde el punto al n puntos es una espiral sinusoidal. En este caso, la espiral sinusoidal es una lemniscata polinomial.